# Paulo de Linge
Paulo de Linge foi um administrador colonial neerlandês do século XVII que a serviço da Companhia das Índias Ocidentais governou a capitania da Paraíba de 1645 a 1653. Logo que chegou à Paraíba, alojou-se no convento de São Francisco, melhorou todas as fortificações da capitania e obrigou os moradores a refazerem os juramentos de fidelidade à Coroa neerladesa.